# Darrouzett, Texas
Darrouzett là một thị trấn thuộc quận Lipscomb, tiểu bang Texas, Hoa Kỳ. Năm 2010, dân số của thị trấn này là 350 người.

## Dân số
- Dân số năm 2000: 303 người.
- Dân số năm 2010: 350 người.